# Arp 271
Arp 271 è una coppia di galassie spirali interagenti situata nella costellazione della Vergine alla distanza di circa 127 milioni di anni luce dalla Terra.
La scoperta si deve a William Herschel nel 1785. Arp 271 è inserita nell'Atlas of Peculiar Galaxies compilato da Halton Arp nel 1966.
La coppia è formata dalle galassie NGC 5426 e NGC 5427 che interagiscono da decine di milioni di anni e non è certo se in futuro collideranno o meno. Il processo di interazione sicuramente ha provocato e provocherà la creazione di nuove stelle e la formazione di un filamento di stelle che connette le due galassie.
Interazioni di questo tipo non sono rare. Si ipotizza che entro 5 miliardi di anni anche la nostra Via Lattea e la vicina grande Galassia di Andromeda (M31), distante circa 2, 6 milioni di anni luce, andranno incontro ad un'interazione simile fino a fondersi in un'unica galassia ellittica gigante.